# Laurie Berthon
Laurie Berthon (* 26. August 1991 in Lyon) ist eine ehemalige französische Bahnradsportlerin.

## Sportliche Laufbahn
2009 wurde Laurie Berthon gemeinsam mit Olivia Montauban Junioren-Europameisterin im Teamsprint. In den folgenden Jahren verlegte sie sich zunehmend auf die Bahn-Wettbewerbe Scratch und Omnium. Bis 2014 errang sie vier französische Meistertitel in diesen beiden Disziplinen. Auf internationaler Ebene wurde sie im selben Jahr Vize-Europameisterin (U23), ebenfalls im Omnium. 2013 wurde sie jeweils Vize-Europameisterin (U23) in Scratch und Omnium.
2014 startete Berthon bei den Bahn-Europameisterschaften der Elite auf Guadeloupe und errang die Silbermedaille im Scratch. Bei den UCI-Bahn-Weltmeisterschaften 2016 in London wurde sie Vize-Weltmeisterin im Omnium. Im selben Jahr wurde sie für die Teilnahme an den Olympischen Spielen in Rio de Janeiro nominiert, wo sie im Omnium Platz zehn belegte.
Im Juli 2019 gab Laurie Berthon ihren Rücktritt vom aktiven Radsport bekannt.

## Erfolge
2009
- Europameisterin (Junioren) – Teamsprint (mit Olivia Montauban)

2012
- U23-Europameisterschaft – Omnium
- Französische Meisterin – Scratch

2013
- U23-Europameisterschaft – Omnium, Scratch
- Französische Meisterin – Omnium, Scratch

2014
- Europameisterschaft – Scratch
- Französische Meisterin – Omnium

2016
- Weltmeisterschaft – Omnium
- Europameisterschaft – Ausscheidungsfahren

2017
- Französische Meisterin – Zweier-Mannschaftsfahren (mit Marion Borras)

2018
- Französische Meisterin – Zweier-Mannschaftsfahren (mit Clara Copponi), Mannschaftsverfolgung (mit Marion Borras, Clara Copponi und Valentine Fortin)